# Gabadinho Mhango
Hellings Frank „Gabadinho” Mhango (ur. 27 września 1992 w Chiwecie) – malawijski piłkarz grający na pozycji środkowego napastnika. Występuje obecnie w klubie Orlando Pirates.

## Kariera klubowa
Jako junior Mhango grał dla Brave Warriors. Skaut Big Bullets FC zainteresował się Malawijczykiem, gdy ten zdobył 6 bramek w jednym meczu, przez co w 2012 roku trafił do tego klubu. Jednak już po sezonie napastnik trafił do Bloemfontein Celtic. Grał tam przez 3 lata. 28 stycznia 2016 roku Mhango został wypożyczony na pół roku do Golden Arrows. Po zakończeniu wypożyczenia przeniósł się on do Bidvest Wits. Występował tam także przez 3 sezony. W 2019 roku Malawijczyk podpisał kontrakt z Orlando Pirates, gdzie gra do dziś.

## Kariera reprezentacyjna
Mhango zadebiutował w reprezentacji Malawi podczas meczu przeciwko Ghanie (0:2), wchodząc na boisko w 63 minucie i zmieniając Franka Bandę. Dotychczas Malawijczyk dla swojej reprezentacji zagrał 31 razy i strzelił 17 bramek.

## Pochodzenie przydomku
Przydomek „Gabadinho” wziął się od innego przydomka, nadanego Mhango przez dziadka - Gabadini. Końcówka -inho jest natomiast wzorowana na pseudonimie brazylijskiego piłkarza - Ronaldinho.